# François-Joseph Fétis

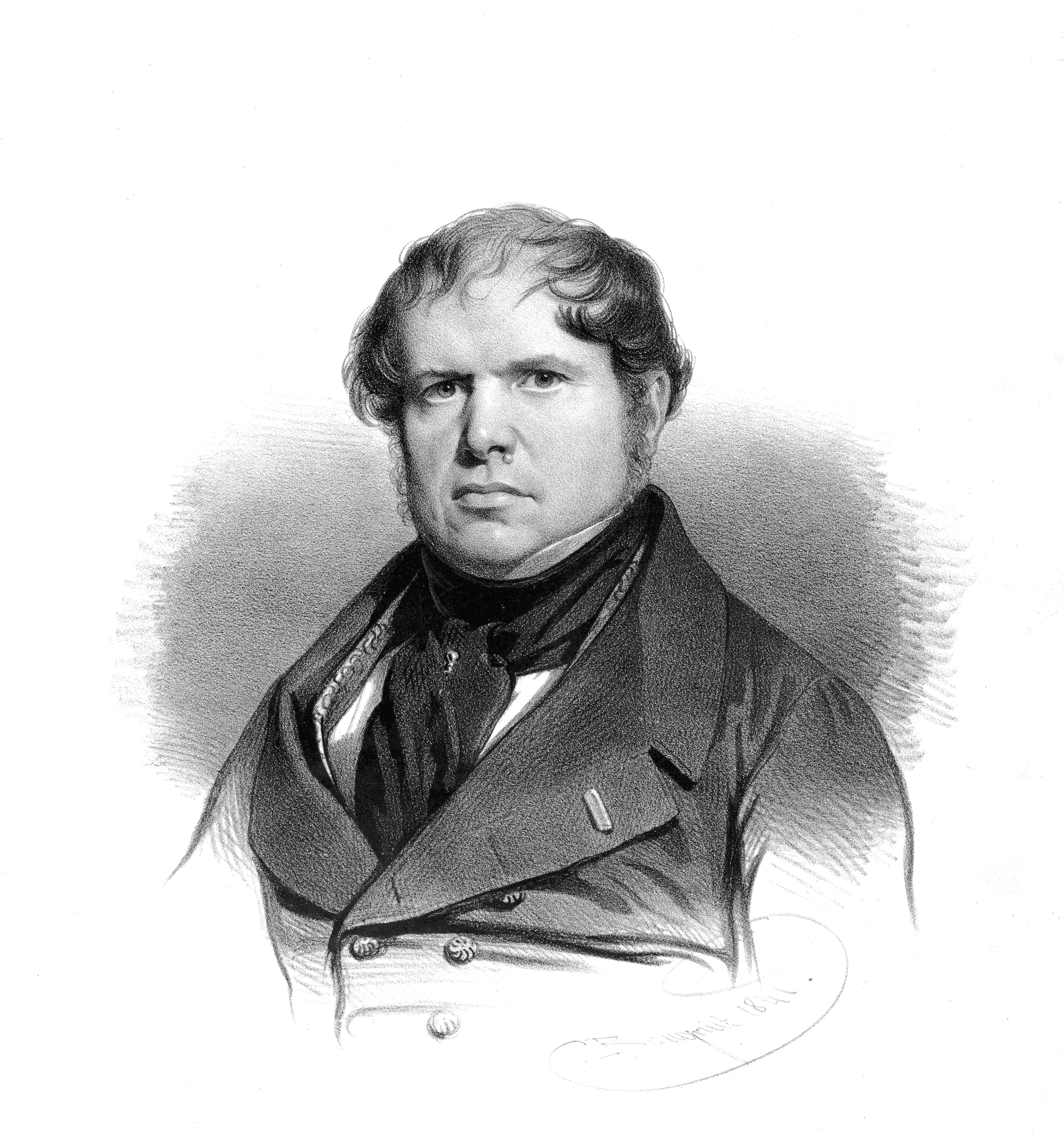
François-Joseph Fétis

François-Joseph Fétis (* 25. März 1784 in Mons; † 26. März 1871 in Brüssel) war ein belgischer Komponist, Musikkritiker und Musikbiograph.

## Leben
Fétis entstammte einer Familie von Musikern und Klavierbauern. Er erhielt ab dem dritten Lebensjahr Violin-, Klavier- und Orgelunterricht durch seinen Vater Antoine-Joseph, der Organist an der Stiftskirche Sainte-Waudru in Mons war, und begann zu komponieren. Im Alter von neun Jahren schrieb er ein Violinkonzert, das in einem Konzert seines Vaters aufgeführt wurde. Er wurde mit der Musik von Wolfgang Amadeus Mozart und Joseph Haydn vertraut, bevor er 1800 nach Paris aufbrach, um sein Studium am dortigen Konservatorium fortzusetzen. Hier hatte er Unterricht in Harmonielehre bei Jean-Baptiste Rey, seine Klavierlehrer waren François-Adrien Boieldieu und Louis-Barthélémy Pradher. Während Rey nach Rameaus Theorie unterrichtete, veröffentlichte Charles Simon Catel sein eigenes Lehrwerk. 1807 gewann Fétis den deuxième Second Grand Prix de Rome mit der Kantate Ariane à Naxos nach einem Text von Jacques Bins de Saint-Victor (1772–1858).
Durch vertieftes Studium in Kontrapunkt und Fuge setzte sich Fétis intensiv mit der Musik von Palestrina, Bach und Händel auseinander. Nach seinem Studium hatte er mehrere Musiklehrerstellen im Norden Frankreichs inne, bevor er 1821 eine Professorenstelle für Komposition und Harmonielehre am Pariser Konservatorium erhielt. In dieser Zeit war Juan Crisóstomo de Arriaga sein Schüler. Fétis gründete 1827 eine musikkritische Wochenzeitschrift, deren Redaktion er alleine übernahm, dies war sehr zeitaufwändig, denn hierzu musste er alle Konzerte, Ballett- und Opernaufführungen besuchen.
1832 kehrte er auf Drängen des neuernannten Königs Leopold I. nach Belgien zurück, um nach Pariser Vorbild das neu zu gründende Königliche Konservatorium Brüssel aufzubauen. Hier konnte er im Laufe der Jahre bekannte Solisten verpflichten, wie die Violinisten Charles de Bériot, Henri Vieuxtemps, Hubert Léonard, den Organisten Jacques-Nicolas Lemmens, den Komponisten Adolphe Samuel (1824–1894), den Cellisten Adrien-François Servais, die zu Europas besten Pianisten zählende Marie Moke-Pleyel und andere. Im Gegensatz zu anderen Konservatorien im Europa dieser Zeit, bot Fétis am Brüsseler Konservatorium (einmal in der Woche) eine Kompositionsklasse für Frauen an.
Fétis’ größtes Verdienst als Musikhistoriker ist die durch ihn erstellte Biographie universelle des musiciens et bibliographie générale de la musique (ein umfassendes Repertorium aller damals bekannten Musiker). 1860 kam es zu einer zweiten Auflage und 2001 wurde sie erneut aufgelegt. Trotz Irrtümern und einiger Befangenheiten wird sie von modernen Musikwissenschaftlern immer noch zu Rate gezogen. Durch seine musikwissenschaftlichen Schriften gehörte Fétis zu den führenden Musikforschern französischer Sprache im 19. Jahrhundert und fand auch international große Beachtung. Seine Bearbeitung von Giacomo Meyerbeers nachgelassener Oper Vasco de Gama, bekannt unter dem Titel L’Africaine, galt bis zur Herausgabe der historisch-kritischen Edition als Basis für die Aufführungspraxis.
Seine persönliche Sammlung, die aus mehr als 7.000 Büchern, Dokumenten, Zeitschriften und Partituren aus drei Jahrhunderten bestand, brachte Fétis in eine Stiftung ein, die er der Königlichen Bibliothek Belgiens vermachte.

## Werke

### Schriften
- Biographie universelle des musiciens et bibliographie générale de la musique. Firmin Didot, Paris 1834–1835. Neuauflage in 5 Bänden, ISBN 2-84575-049-8.
- Galerie des musiciens célèbres, compositeurs, chanteurs et instrumentistes, contenant leurs portraits lithographiés par les meilleurs artistes, des fac-similés, et leurs notices biographiques. Eigenverlag, Paris.
- Manuel des compositeurs, directeurs de musique, chefs d’orchestre et de musique militaire, ou Traité méthodique de l’harmonie, des instrumens, des voix et de tout ce qui est relatif à la composition, à la direction et à l’exécution de la musique. Eigenverlag, Paris.
- Manuel des principes de musique, à l’usage des professeurs et des élèves de toutes les écoles de musique, particulièrement des écoles primaires. 2. Aufl. M. Schlesinger, Paris.
- Traité de l’accompagnement de la partition sur le piano ou l’orgue. Pleyel, Paris.
- La musique mise à la portée de tout le monde : exposé succinct de tout ce qui est nécessaire pour juger de cet art, et pour en parler sans l’avoir étudié. Paris 1830.
- Curiosités historiques de la musique, complément nécessaire de La Musique mise à la portée de tout le monde. Janet & Cotelle, Paris 1830.
- mit Ignaz Moscheles: Méthode des méthodes de piano, ou Traité de l’art de jouer de cet instrument basé sur l’analyse des meilleurs ouvrages qui ont été faits à ce sujet. M. Schlesinger, Paris 1840.
- Mémoire sur l'harmonie simultanée des sons chez les Grecs et les Romains. Aubri, Paris 1859.
- Esquisse de l’histoire de l’harmonie: considérée comme art et comme science systematique. Bourgogne et Martinet, Paris 1840.
- Traité du contrepoint et de la fugue contenant l’exposé analytique des règles de la composition musicale depuis deux jusqu’à huit parties réelles, […]. C.-M. Ozi, Paris.
- Traité complet de la théorie et de la pratique de l’harmonie. Schlesinger, Paris 1844 (Digitalisat).

### Kompositionen

#### Instrumentalwerke
- 3 Streichquartette vor 1800
- Sextett für Streichquartett und Klavier zu vier Händen
- „Grand Duo“ für Violine und Klavier
- 3 Streichquintette (1860–1862)
- Konzertouvertüre (1854)
- 1. Sinfonie in Es-Dur (1862)
- 2. Sinfonie in g-moll (1883)
- Fantaisie symphonique für Orgel und Orchester (1865)
- Konzert h-Moll für Flöte und Orchester (1869)

#### Kirchenmusik
- Messe zu fünf Stimmen (1810)
- Requiem zum Tod der Königin Louise-Marie (1850)
- Te Deum zum Geburtstag König Leopold I. (1856)
- „Domine salvum fac regem nostrum“ zur Thronbesteigung König Leopold II. (1865)

#### Bühnenwerke
- L’Amant et le mari (Komische Oper in 2 Akten Urauf. 8. Juni 1820 Paris, Théâtre Feydeau)
- Les Sœurs jumelles (Komische Oper in 1 Akt Urauf. 5. Juli 1823 Paris, Théâtre Feydeau)
- Marie Stuart en Ecosse (Lyrisches Drama in 3 Akten Urauf. 30. Aug. 1823 Paris, Théâtre Feydeau)
- Phidias Oper in 2 Akten (1824 Paris)
- Le Bourgeois de Reims (Komische Oper, 1 Akt Urauf. 7. Juni 1825 Paris, Théâtre Feydeau)
- La vieille (Komische Oper 1 Akt Urauf. 14. März 1826 Opéra-Comique Paris)
- Le Mannequin de Bergame (Komische Oper 1 Akt, Urauf. 1. März 1832 Paris, Théâtre Ventadour)